# Video 2000

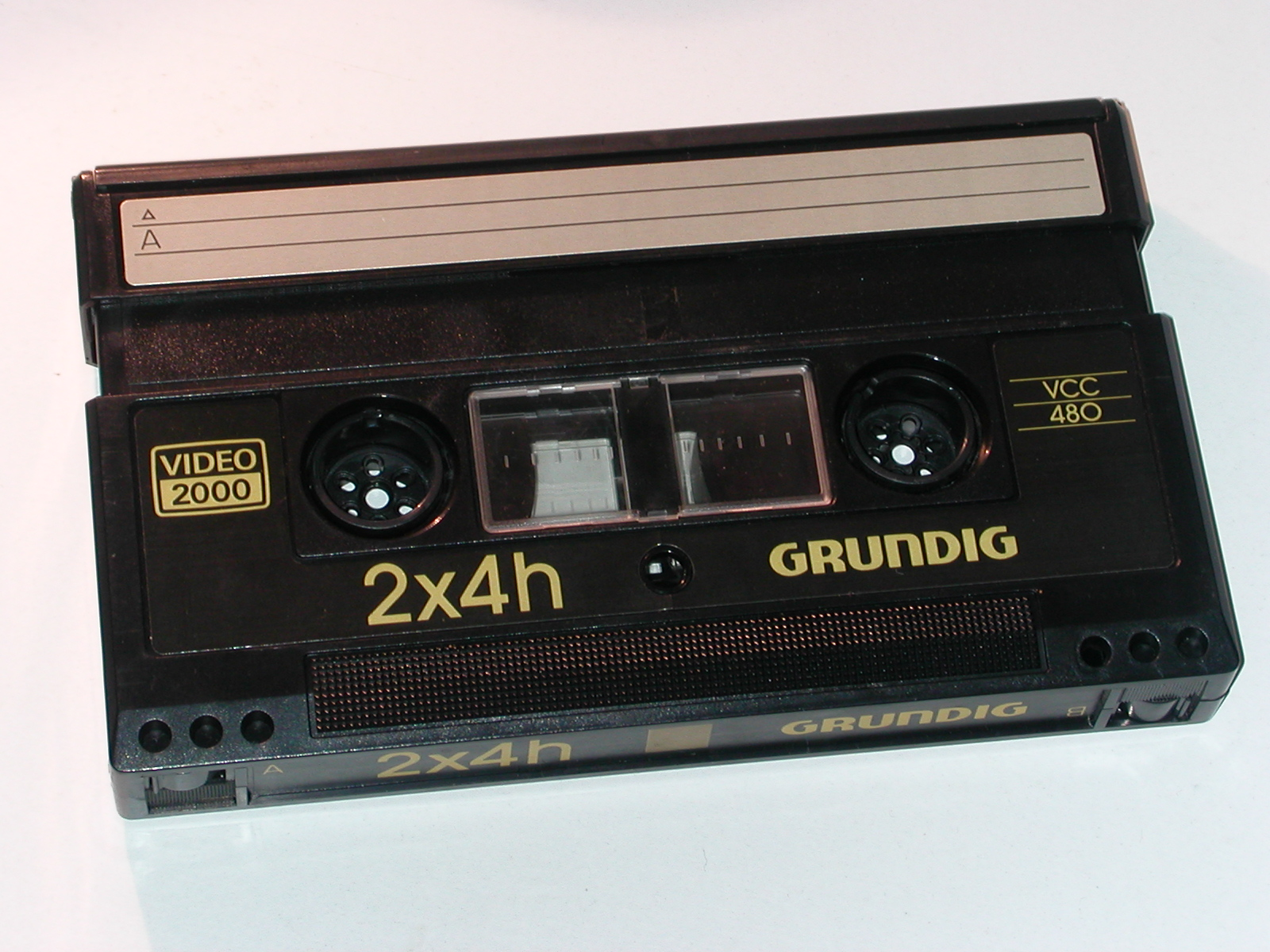
Una cassetta Video 2000 da 4 ore di registrazione per lato.

Il Video 2000 (noto anche come V200, o VCC) è un sistema di registrazione su nastro sviluppato da Philips e Grundig per competere con le tecnologie video VHS di JVC e Betamax di Sony .
Progettato per lo standard televisivo a colori PAL (alcuni modelli gestivano anche SECAM). La distribuzione dei prodotti Video 2000 iniziò nel 1979 in esclusiva in Europa, Sudafrica e Argentina e terminò nel 1989.
Il V2000 è stato presentato all'International Radio Exhibition di Berlino nel 1979 ed è subentrato al precedente formato di videoregistratore (VCR) di Philips e ai suoi derivati (VCR-LP e SVR sviluppato da Grundig).
Sebbene alcuni dei primi modelli e pubblicità presentassero un marchio 'VCR' speculare basato sul logo dei sistemi più vecchi, il Video 2000 era un formato completamente nuovo (e incompatibile con il precedente) che incorporava molte innovazioni tecniche. Nonostante ciò, il formato non fu un grande successo e alla fine la produzione fu interrotta, avendo perso contro il sistema rivale VHS nella guerra del formato delle videocassette.

## Storia

### Il lancio

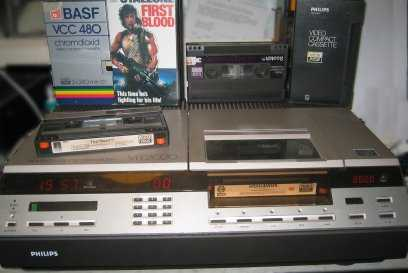
Un videoregistratore Video 2000

Mentre nel mondo imperversava la famosa "lotta" tra il VHS e il Betamax dal 1976, per accaparrarsi la palma di vincitore come formato unico di videoregistrazione, nel febbraio 1980 la Philips mise sul mercato un terzo dispositivo chiamato appunto Video 2000.
Già nel 1972 la multinazionale olandese aveva introdotto in Gran Bretagna l'N1500, in un certo senso l'antenato dei sistemi di videoregistrazione domestica che però soffriva proprio il fatto di essere un pioniere con diverse problematiche legate soprattutto alla scarsa durata delle proprie cassette: ne servivano da 2 a 3 per registrare un unico film.
Nonostante lo sfortunato esordio, la casa olandese non aveva tuttavia abbandonato completamente tale progetto, continuando a lavorare per perfezionarlo.
La storia di questo formato, arrivato troppo tardi su un mercato che stava già stretto a due soli contendenti, è breve e per lo più dimenticata, ma grazie alla propria qualità tecnica lo fa ancora rimpiangere da parte di una ristretta cerchia di nostalgici.

### Miglioramenti di seconda generazione
Rispetto al VHS, i costi di produzione sono stati un grosso problema del Video 2000. Per la loro serie di seconda generazione, Philips ha sviluppato un'unità completamente nuova, con il nastro tirato contro le teste in una formazione da perni sui bracci delle leve. Questa trasmissione era molto compatta, con una qualità molto elevata e (rispetto al VHS) tempi di risposta molto rapidi, ma aveva ancora cinque motori a trasmissione diretta (tamburo testina, argano, due cinghie di trasmissione e vano caricamento cassetta). A causa della loro natura compatta, questi ultimi azionamenti Philips erano piuttosto costosi da riparare, ma i difetti nel meccanismo piuttosto rari, ad eccezione del rullo pressore in gomma che è facile da cambiare.
Altri miglioramenti includono dimensioni esterne e peso ridotti e l'aggiunta di un connettore audio / video SCART (fino a quel momento si erano usati connettori DIN).

### Il declino e la fine
Nonostante tutto questo le cose andarono male. Il formato venne dismesso nel 1989, dopo 9 anni, nonostante il Video 2000 fosse all'avanguardia tra i sistemi di videoregistrazione domestica dell'epoca non riuscì mai a conquistare fette significative di mercato.
Il Video 2000 dovette scontrarsi con la forza del marketing delle aziende giapponesi rispetto a quello delle aziende europee. Era infatti il Giappone il primo mercato in cui un prodotto di elettronica di consumo poteva affermarsi in modo da poter poi "marciare" sugli altri mercati internazionali solo dopo essersi affermato, e ovviamente le aziende giapponesi non avevano nessun interesse ad appoggiare un concorrente.

## Le Cassette VCC
Philips nominò lo standard Video Compact Cassette (VCC) per integrare il suo formato audio compatto Compact Cassette introdotto nel 1963, sebbene il formato stesso fu commercializzato con il marchio Video 2000.
Nonostante il nome, i VCC sono leggermente più grandi delle cassette VHS: più corti, ma più spessi e più profondi. Hanno due bobine complanari contenenti un nastro magnetico di biossido di cromo largo mezzo pollice (12,5 mm) . Il formato utilizzava solo metà (6,25 mm) del nastro da mezzo pollice su un dato "lato", e quindi viene occasionalmente indicato erroneamente come un formato da nastro da un quarto di pollice nonostante la sua larghezza fisica. La cassetta può quindi essere capovolta per utilizzare l'altra metà del nastro, raddoppiando così il tempo di riproduzione.
Il nastro è completamente chiuso quando non in uso. A differenza dei formati concorrenti che hanno spazi aperti nella cassetta per l'inserimento del meccanismo di caricamento del nastro, lasciando così esposta la delicata superficie del nastro magnetico, i VCC hanno una guaina retrattile che copre tale spazio. La guaina viene retratta quando un nastro viene inserito nella macchina e solo allora il coperchio del nastro può essere sollevato per esporre completamente il nastro.
Mentre i nastri VHS e Beta hanno una linguetta di separazione per proteggere le registrazioni dalla cancellazione (come nelle cassette audio compatte e, una volta rotta, la cavità lasciata dalla linguetta mancante deve essere coperta o riempita prima che il nastro possa essere riutilizzato), i VCC impiegano un soluzione reversibile: un interruttore sul bordo del nastro può essere ruotato in rosso / arancione per proteggere le registrazioni e in nero / marrone (a seconda del colore dell'alloggiamento della cassetta) per registrare nuovamente. L'interruttore copre / scopre un foro lungo il bordo della cassetta che viene rilevato da un sensore nella macchina.
Il bordo della cassetta presenta sei di questi fori lungo ciascun lato, rilevati dai sensori sul lato inferiore del videoregistratore. Tra i fori sul lato sinistro è presente il foro di protezione dalla scrittura. I tre fori di destra vengono utilizzati (a seconda dello di stato aperto / chiuso) per indicare alla macchina il tempo totale di esecuzione del nastro. Questo è stato impiegato in macchine di seconda generazione come Grundig's Video 2 × 4 Super per fornire un contatore di nastri in tempo reale: all'inserimento del nastro la macchina sposta il nastro in avanti e poi indietro di una piccola quantità e monitora la velocità angolare comparativa del bobine. Questo viene cercato in una tabella di dati per la lunghezza totale nota del nastro e vengono quindi visualizzate le ore e i minuti utilizzati. Una tecnica simile è stata successivamente utilizzata su cassette Video8 , MiniDV e MicroMV. Successivamente quando Grundig iniziò a commercializzare i registratori VHS, le sue macchine della serie VS2XX impiegavano un sistema simile, che utilizzava gli adesivi con codice a barre attaccati al bordo della cassetta che indicavano la lunghezza totale del nastro alla macchina in modo che potesse calcolare il tempo impiegato.
Un foro tra le due bobine consente a un perno nel videoregistratore di passare attraverso la cassetta. Questo perno rilascia cricchetti all'interno della cassetta che impediscono al nastro di allentarsi accidentalmente durante il trasporto. La funzione di espulsione del videoregistratore include un'azione di tensionamento del nastro prima dell'espulsione della cassetta.

## Formato e caratteristiche
Aveva un sistema di puntamento particolarmente efficiente basato su un dispositivo piezoelettrico che seguiva la traccia durante la lettura noto come Dynamic Track Following (DTF) che ha eliminato la necessità di una traccia di controllo separata e ha permesso alle testine video di seguire accuratamente le tracce registrate sul nastro durante la riproduzione. Pertanto, per progettazione le macchine V2000 non richiedono un controllo di tracciamento video. (tuttavia, alcuni modelli come il modello 1600 di Grundig non avevano DTF). Durante la registrazione, una sequenza di quattro frequenze pilota (una per ogni testina nel tamburo) viene registrata con il segnale video. Durante la riproduzione, se una testina video legge una traccia adiacente, leggerà anche la frequenza pilota corrispondente; il circuito di controllo genererà una tensione fino a ± 150 volt, che viene applicata al materiale piezoelettrico su cui sono montate le testine video, spingendole così verso l'alto o verso il basso in base alle esigenze per seguire con precisione la giusta traccia. Questo sistema garantisce che ogni testina legga esclusivamente la sua traccia (cioè nessuna barra del rumore) fino a sette volte la velocità normale in avanti e cinque volte al contrario. Questo sistema venne sviluppato anche da JVC per il VHS che successivamente ha introdotto un cosiddetto "tamburo dinamico" in alcuni dispositivi di fascia alta.
V2000 è in grado di riprodurre entrambi i campi dell'immagine in modalità fotogramma fisso, fornendo una risoluzione verticale completa mentre VHS e Betamax sono in grado di riprodurre solo un campo, fornendo solo la metà della normale risoluzione verticale. Un vero vantaggio di DTF su tutti tranne i primissimi modelli V2000 è la possibilità di fornire la ricerca di immagini senza barre di rumore sullo schermo, una caratteristica che le macchine VHS domestiche o Betamax sono state in grado di affrontare solo introducendo complessi tamburi multi-testina.
Al momento del suo lancio, il Video 2000 offriva anche diverse funzionalità innovative ineguagliate dai formati concorrenti VHS e Betamax:
- Tutti i videoregistratori V2000 dispongono di una funzione di riavvolgimento automatico (successivamente disponibile anche per VHS e Betamax)
- Soppressione dinamica del rumore per ridurre il sibilo del nastro sulla traccia audio (simile a Dolby su macchine VHS)
- Fornitura di una traccia dati accanto alla traccia video
- Selezione del canale e programmazione del timer tramite un tastierino numerico 0-9
- Mentre altri formati utilizzavano il nastro trasparente per rilevare l'estremità del nastro, in una videocassetta compatta una striscia di metallo sul retro del nastro viene rilevata otticamente dal riflesso per attivare l'arresto automatico
- La maggior parte dei modelli disponevano di motori multipli con meccanismo a trasmissione diretta: ogni bobina aveva il proprio motore e freno elettrico
- Controllo diretto di qualsiasi funzione in modo che, con una cassetta inserita, si possa semplicemente premere play senza accendere prima la macchina; le macchine si spengono dopo un breve periodo di inattività
- Se il tasto REC veniva premuto quando la macchina era vuota o conteneva una cassetta protetta da scrittura, la macchina apriva il carrello
- Avvolgimento automatico del nastro su un input di valore del contatore del nastro sulla tastiera ("vai a").
- Non molto prima della fine della produzione, Philips ha introdotto una modalità a metà velocità, V2000 XL o eXtra Long, raddoppiando la capacità e consentendo di memorizzare 16 ore (otto ore per lato) su un singolo nastro. Questo è stato descritto nelle macchine Philips VR2840 e Grundig's Video 2x8.

Il suono stereo lineare era disponibile su alcuni modelli, sebbene sia VHS che Betamax offrissero un suono stereo hi-fi con qualità paragonabile al CD già alla metà degli anni '80 (funzione mai implementata sul V2000)

## Specifiche tecniche
- Sistema TV: 625/50 nero e colore PAL e SECAM
- Banda: 1 / 2 pollici (due 1 / 2 tracce pollici)
- Diametro tamburo testa: 65 mm
- Velocità tamburo testine: 1500 giri/min
- Larghezza di diffusione video: SP 22,5 µm / LP 11,25 µm
- Larghezza del gap della testina video: 0,28 µm
- Angolo azimutale delle due teste: +/- 15°
- Lato montaggio: Assale posteriore: 2° 38′ 51″
- Velocità nastro: SP 2.442 cm/s, LP 1.221 cm/s
- Velocità relativa: SP 5,08 m/s, LP 5,09 m/s
- Lunghezza traccia video: 102 mm
- Traccia di controllo: non richiesta a causa di DTF, ma il design includeva una traccia di cue da 0,3 mm per le applicazioni successive
- Dimensione cassetta (L × L × A): VCC 183 × 110,5 × 26 mm, VMC 108 × 72 × 21 mm
- Luminanza risoluzione video: 3 MHz = 240 linee (in seguito, ad es. Philips VR 2840: 3,1 MHz = 250 linee)
- Risoluzione video Chroma (colore): ca. 0,5 MHz; Colore ridotto con supporto ausiliario a 625 kHz
- Suono: traccia longitudinale (stereo) con DNS (Dynamic Noise Suppression)
- Larghezza della traccia audio: mono 0,6 mm, stereo 2 × 0,25 mm (passo della traccia: 0,15 mm)

## Sviluppi previsti
Philips e Grundig intendevano che Video 2000 migliorasse i fallimenti percepiti dei formati VHS e Betamax fornendo al contempo il potenziale per ulteriori sviluppi. Tuttavia, il formato è stato ritirato prima che molte di queste possibilità apparissero sul mercato.
Il prototipo Video Mini Cassette era una versione compatta del VCC (analogo a VHS-C) che era riproducibile su macchine esistenti utilizzando un adattatore per cassette di dimensioni standard. Le foto pubblicate mostrano chiaramente la nomenclatura VMC120, suggerendo che erano possibili 60 minuti per lato (rispetto ai 20 minuti totali inizialmente per VHS-C), ma Philips ritirò Video 2000 prima che lo sviluppo fosse pronto per il mercato. La mini cassetta video da 108 × 72 × 21 mm era leggermente più grande di quella dei VHS-C (92 × 59 × 23 mm). Tuttavia, la cassetta, così come l'adattatore, lasciava il nastro notevolmente esposto a maltrattamenti.
Il suono hi-fi non è mai stato commercializzato sebbene le foto della Philips VR2870 siano state pubblicate nel 1985, poco prima della fine del formato. Ciò avrebbe registrato audio modulato a impulsi (PCM) nella traccia dati, offrendo al formato un altro vantaggio rispetto a VHS / Beta in quanto la traccia hi-fi sarebbe indipendente dagli elementi visivi e quindi potrebbe essere ri-registrata o doppiata come è diventato possibile in seguito con il Video8 .
Voci circolavano anche sulla stampa di una macchina con inversione automatica poco prima che il formato fosse ritirato. Tecnicamente questa sarebbe stata una grande sfida per consentire a un tamburo a testina singola di scansionare entrambi i "lati" del nastro con l'angolazione corretta.
Accanto al foro di protezione dalla scrittura c'erano due che non sono mai stati utilizzati. Uno era in programma per indicare la formulazione del nastro mentre venivano introdotti nastri a maggiore coercitività per la versione hi-band "Super 2000" del formato. La flessibilità di questo sistema ha anche consentito l'introduzione del nastro metallico per la versione digitale "Digital 2000", anche nelle prime fasi di sviluppo con la cancellazione del formato. I documenti interni suggeriscono che le abbreviazioni VSC e VDC della cassetta debbano essere utilizzate, rispettivamente, per i due sviluppi.